# Cité paysanne de Marckolsheim
La cité paysanne de Marckolsheim est un monument historique situé à Marckolsheim, dans le département français du Bas-Rhin.

## Localisation
Ces bâtiments sont situés cité Paysanne à Marckolsheim.

## Historique
L'édifice fait l'objet d'une inscription au titre des monuments historiques depuis 2012.

## Architecture

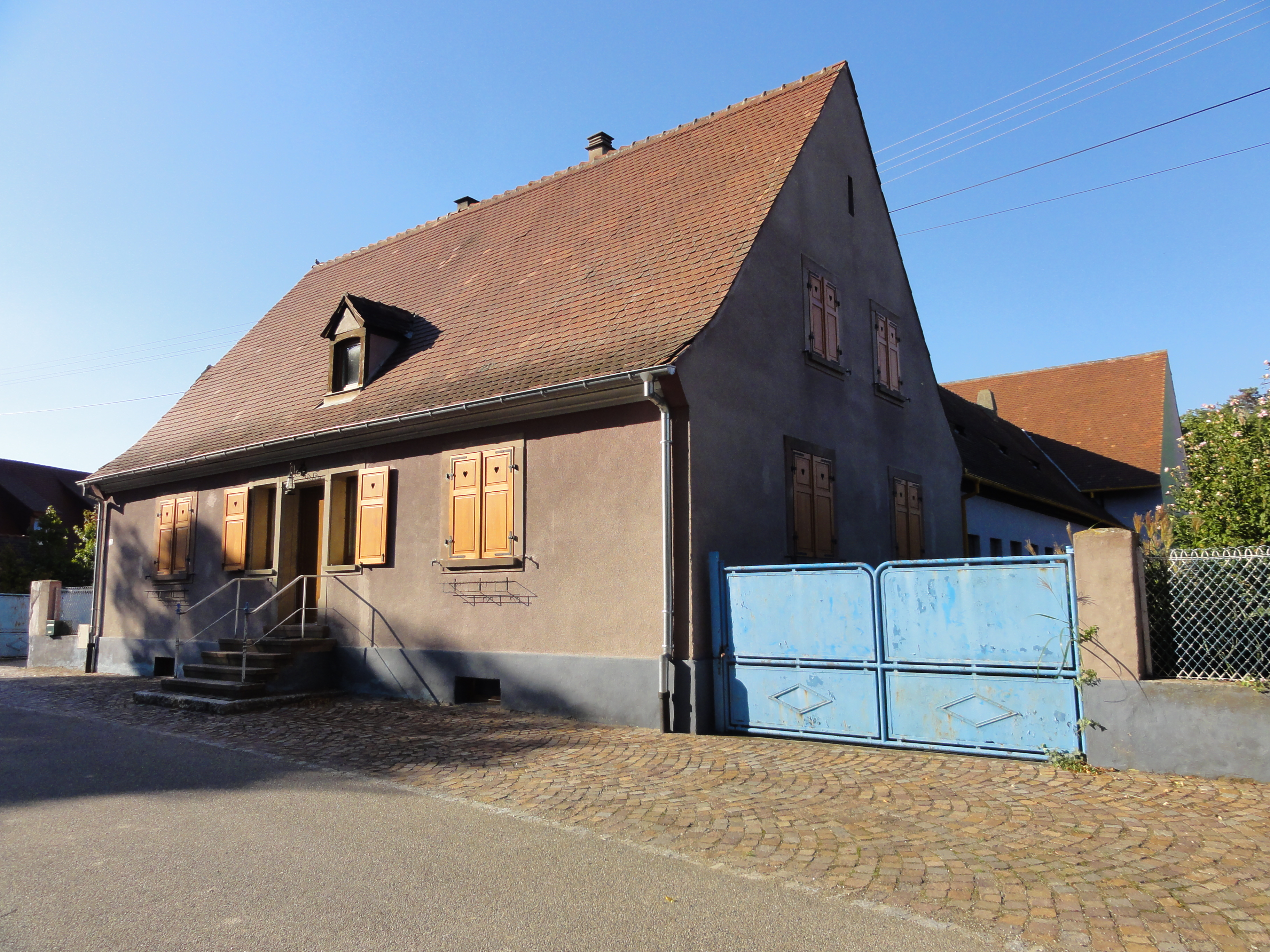
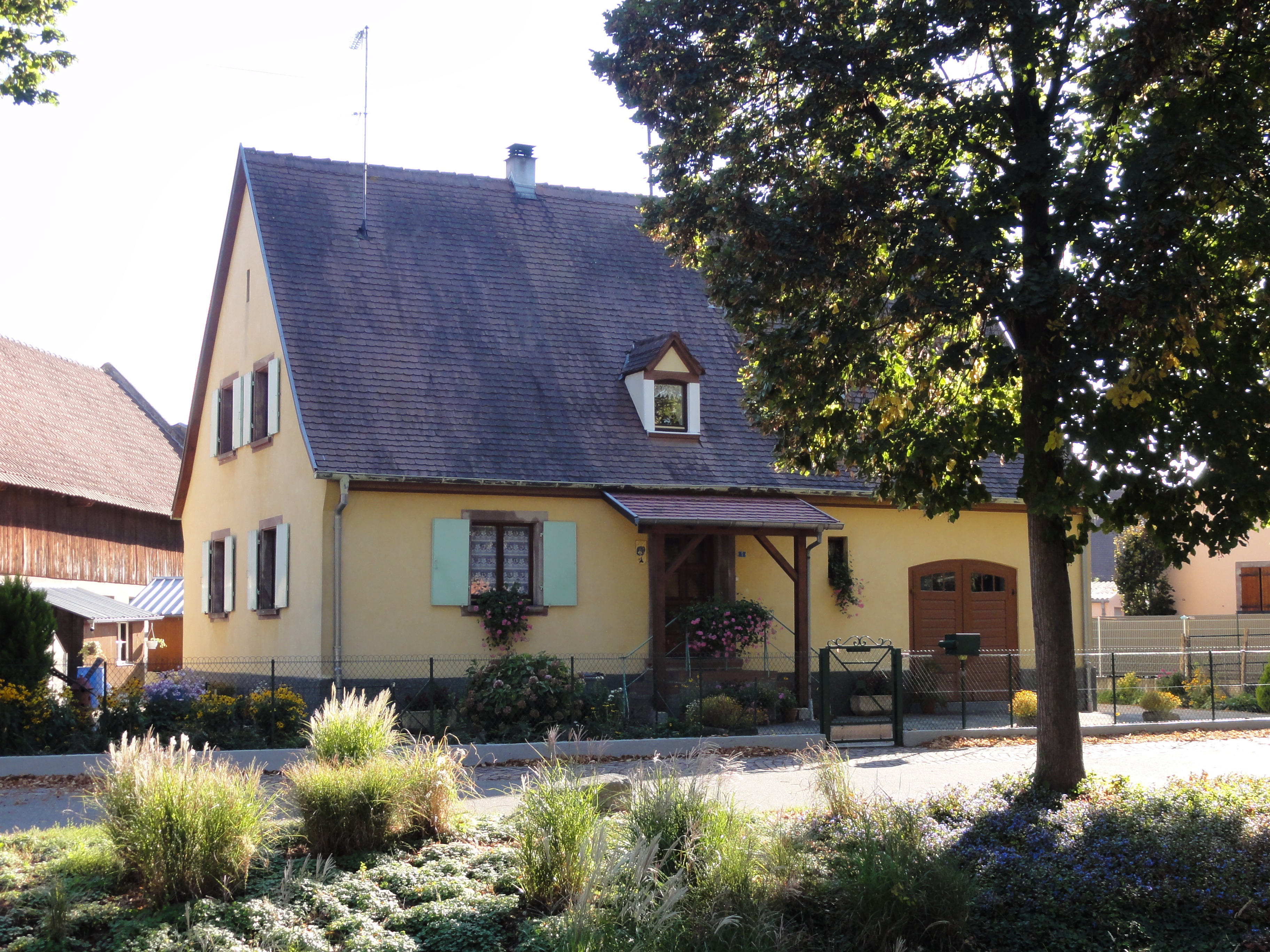